# Joegoslavië op het Eurovisiesongfestival 1988
Joegoslavië nam deel aan het Eurovisiesongfestival 1988, gehouden in Dublin, Ierland. Het was de 23ste deelname van Joegoslavië aan het festival.
De nationale omroep JRT was verantwoordelijk voor de Joegoslavische bijdrage van 1988.

## Selectieprocedure
De Joegoslavische inzending werd gekozen via de nationale voorronde Jugovizija. De finale hiervan vond plaats op 12 maart 1988 in Ljubljana.
In totaal deden er 15 liedjes mee in de nationale finale. De winnaar werd gekozen door 8 regionale jury's, elk met drie leden, die punten van 1-3, 5 en 7 mochten geven.

### Uitslag
| Volgorde | Artiest                       | Lied                    | Punten | TVSa  | TVLj  | TVSk  | TVPr  | TvTg  | TVNs  | TVZg  | TVBg  | Plaats |
| -------- | ----------------------------- | ----------------------- | ------ | ----- | ----- | ----- | ----- | ----- | ----- | ----- | ----- | ------ |
| 1        | Moni,Simona & Ursa            | Lahko je reci ljubim te | 7      |       | 1+0+2 |       | 0+2+0 |       |       |       | 2+0+0 | 13     |
| 2        | Maja Odžaklievska & Gu-Gu     | Te ljubam ludo          | 42     |       | 2+2+3 | 5+5+3 |       | 7+5+7 | 1+0+0 | 0+0+1 | 0+1+0 | 5      |
| 3        | Zerina Cokoja & Narcis Vucina | Voljecu te              | 21     | 0+1+0 |       |       |       |       |       | 2+0+3 | 1+7+7 | 8      |
| 4        | Edmond Islami                 | Kaltrina                | 10     |       |       |       | 3+0+1 |       | 0+3+0 | 0+3+0 |       | 11=    |
| 5        | Arnela Konakovic              | Slatki snovi            | 12     | 2+0+2 |       |       |       |       | 0+1+7 |       |       | 10     |
| 6        | Mito Zoranic                  | To mora da je ljubav    | 4      |       |       |       |       | 1+1+2 |       |       |       | 14=    |
| 7        | Meta Močnik                   | Še in še                | 10     |       | 0+1+1 |       |       |       | 0+7+1 |       |       | 11=    |
| 8        | Sunceve Pege                  | Zaboravi sve            | 39     | 1+0+5 |       | 1+0+0 | 2+0+3 | 3+2+0 | 5+5+3 | 1+0+2 | 3+2+1 | 6      |
| 9        | Oliver Dragojevic             | Dženi                   | 51     | 7+2+3 |       | 7+2+1 |       | 0+3+5 | 7+0+2 | 7+2+0 | 0+0+3 | 2      |
| 10       | Alen Slavica                  | Suzan                   | 4      | 0+3+1 |       |       |       |       |       |       |       | 14=    |
| 11       | Meri Cetinic                  | Ne sudite mi noćas      | 15     |       | 3+3+0 | 2+0+7 |       |       |       |       |       | 9      |
| 12       | Bebi Dol                      | Zatvori mama prozore    | 49     |       | 0+1+5 | 0+1+5 | 2+0+1 | 0+0+5 | 3+0+5 | 7+3+5 |       | 3      |
| 13       | Srebrna Krila                 | Mangup                  | 87     | 3+0+0 | 7+7+7 | 3+3+2 | 5+7+7 | 5+7+3 | 0+2+0 | 5+7+7 |       | 1      |
| 14       | Moulin Rouge                  | Johnny je moj           | 43     |       | 5+5+5 |       | 7+5+2 |       | 2+0+0 |       | 5+5+2 | 4      |
| 15       | Grupa 777                     | Tiha noć                | 38     | 0+7+7 |       | 0+7+0 | 1+3+0 |       |       | 3+5+5 |       | 7      |

## In Dublin
In Ierland moest Joegoslavië als 21ste en laatste aantreden, na Portugal.
Aan het einde van de puntentelling bleek Srebrna Krila als zesde te zijn geëindigd met 87 punten.
Men ontving 3 keer het maximum van de punten.
Van Nederland en van België ontving Joegoslavië geen punten.

### Gekregen punten

#### Finale
| 12 punten                       | 10 punten                  | 8 punten              | 7 punten              | 6 punten          |
| ------------------------------- | -------------------------- | --------------------- | --------------------- | ----------------- |
| - Denemarken - IJsland - Israël |                            | - Verenigd Koninkrijk | - Luxemburg - Turkije | - Italië - Zweden |
| 5 punten                        | 4 punten                   | 3 punten              | 2 punten              | 1 punt            |
|                                 | - Griekenland - Oostenrijk | - Frankrijk - Ierland | - Zwitserland         | - Finland         |

### Punten gegeven door Joegoslavië

#### Finale
Punten gegeven in de finale:
| 12 punten | Frankrijk   |
| 10 punten | Noorwegen   |
| 8 punten  | Duitsland   |
| 7 punten  | Nederland   |
| 6 punten  | Zwitserland |
| 5 punten  | Italië      |
| 4 punten  | Spanje      |
| 3 punten  | Luxemburg   |
| 2 punten  | Ierland     |
| 1 punt    | Israël      |

1961 · 1962 · 1963 · 1964 · 1965 · 1966 · 1967 · 1968 · 1969 · 1970 · 1971 · 1972 · 1973 · 1974 · 1975 · 1976 · 1977-1980 · 1981 · 1982 · 1983 · 1984 · 1985 · 1986 · 1987 · 1988 · 1989 · 1990 · 1991 · 1992